# Stéphane Kochoyan
Stéphane Kochoyan, né le 3 février 1966 à Nîmes, est un pianiste de jazz français, membre du collège de l'Académie du Jazz.

## Parcours musical
Stéphane Kochoyan étudie le piano classique au conservatoire départemental de Nîmes.
En 1994, il représente la France lors du premier Festival international de jazz de Pékin et part en tournée mondiale, avec notamment une résidence à l'African Jazz Village du musicien éthiopien Mulatu Astatke et des classes de maître données à la Yared Music School d'Addis-Abeba, ou au conservatoire de Shanghai. Il se produit dans de nombreux festivals de jazz dont la Grande parade du jazz à Nice, Banlieues bleues, Madajazzcar, le Festival de Radio France et Montpellier Languedoc Roussillon. Il est aussi un habitué des clubs de jazz parisien tels que le Sunset, le Petit Journal Montparnasse, le New Morning, le Duc des Lombards.
Il s’est produit avec Scott Tixier et Tony Tixier, Daniel Humair, Henri Texier, Stéphane Grappelli, Woody Shaw, Marie Trintignant, Nat Adderley, Aldo Romano et des pianistes classiques comme Brigitte Engerer, Jean-Philippe Collard, ou Michel Beroff.

## Autres activités
Depuis 1995, Stéphane Kochoyan intervient comme directeur artistique de festivals ainsi que comme conseiller de sites institutionnels, ou dans la direction opérationnelle d’évènements.
A Barcelonnette créé le Festival des Enfants du Jazz et installe un centre de formation pour jeunes musiciens avec la Ligue de l'enseignement. Sur sa proposition, le maire Pierre Martin Charpenel , baptise la scène de la place manuel scène Marcus Milleren présence de l'artiste et d'une centaine de jeunes musiciens. Stéphane Kochoyan invite dans la cité des Alpes de Haute Provence les plus grands musiciens de jazz du monde entier pour des concerts et master-classes: Michel Legrand, Stéphane Grappelli, Ahmad Jamal, Dianne Reeves, Dee Dee Bridgewater, Elvin Jones, McCoy Tyner, Monty Alexander, Chucho Valdes, Omara Portuondo, Roberto Fonseca, Al Jarreau... Il dirige aussi les fêtes latino-mexicaines de Barcelonnette pendant 25 ans.
A Vauvert  il propose de créer un festival avec la ville et l'école de musique de petite camargue et invite les grands noms du jazz.
En 2006 lorsque Nîmes Métropole créée son festival de jazz, il est choisi comme directeur artistique avec Jazz70 et il le dirige depuis sa création.
A Orléans en 2007, Il succède à André Francis pour la direction artistique d'Orléans Jazz où il opère pendant une quinzaine d'années.
De novembre 2011 à février 2016, il prend la direction de Jazz à Vienne, il insuffle de nouveaux projets tels que la saison Jazz à Vienne sur le territoire métropolitain, le Jazz Day, et Jazz à Val Thorens. En 2014 il invite Quincy Jones pour son grand retour en France, puis des artistes tels que Sting, Stevie Wonder, Carlos Santana...
Il devient directeur artistique du Marseille Jazz des cinq continents en mars 2016.
En 2022, il crée avec la ville de Pau une  Saison Internationale de Jazz dans le complexe culturel du foirail.
Licencié de musicologie, il a créé plusieurs spectacles pédagogiques pour le jeune public avec les Jeunesses musicales de France, 
Stéphane Kochoyan est très investi dans la transmission et la révélation de la nouvelle génération du jazz, c'est ainsi qu'il appuie et met en avant les musiciens les tout jeunes Tigran Hamasyan, Anne Paceo ou Laurent Coulondre (...).
Stéphane Kochoyan présente l'émission JazzOmania diffusée sur un réseau de cinquante radios en France et en podcast.

## Discographie

### Comme leader ou co-leader
- 1988 : Gibraltar, EMP Records
- 1991 : Chausseur de Femmes, Pannonica Records
- 1993 : Humair / Kochoyan / Labarrière, Jazz y Toros, Pannonica Records
- 1998 : Hong-Kong express, Stéphane Kochoyan Trio avec Louis Moutin et Jean-Philippe Viret, Abalone Musique

### Comme sideman
- 1989 : Jean-Pierre Llabador, 5th Avenue, OMD
- 1989 : Jean-Marc Padovani, One For Pablo, Label Hopi
- 1992 : Jean-Marc Padovani, Mingus Cuernavaca, Label Bleu